# Bitwa pod Wilią
Bitwa pod Willą – starcie zbrojne, do którego doszło 6 września 1943 we wsi Wilia na Wołyniu, pomiędzy oddziałem AK i grupą partyzantki sowieckiej złożonej z Polaków a oddziałem Siczy Poleskiej.

## Bitwa
6 września 1943 doszło do przypadkowego zetknięcia dwóch sotni oraz grupy sztabowej Siczy Poleskiej stacjonujących w zniszczonej wsi Wilia na Wołyniu (gmina Ludwipol w powiecie kostopolskim) z oddziałem Armii Krajowej oraz oddziałem polskiej partyzantki komunistycznej im. Feliksa Dzierżyńskiego, ubezpieczającymi zwóz zboża. Akowską częścią grupy dowodził ppor. Zdzisław Ostromęcki „Podkowa”. Dowódcą części komunistycznej był plut. Franciszek Szafran. Łącznie siły polskie liczyły początkowo około 40 uzbrojonych ludzi. 
Obie strony zaskoczone spotkaniem podjęły bój, w którym słabsza strona polska początkowo poniosła straty w wysokości 16 poległych. Szalę zwycięstwa w bitwie na stronę polską przechyliło przybycie posiłków z oddziału sowieckiego  oraz akowskiego pod dowództwem Władysława Kochańskiego ps. „Bomba”. Oddział ukraiński został rozbity i wyparty z Wilii.
Po krwawych starciach, które trwały cały dzień, polscy partyzanci również wycofali się. Według Grzegorza Motyki Polacy w starciu stracili łącznie 23 ludzi. Zdaniem Władysława i Ewy Siemaszków straty polskie wyniosły 18 zabitych; poległ m.in. ppor. Ostromęcki. Po stronie ukraińskiej również odnotowano ciężkie straty: 8 zabitych, w tym Iwan Mitrynga, i 15 rannych. 
Poległym Ukraińcom urządzono pogrzeb we wsi Medwedówka (gm. Ludwipol). 